# سعید ابوالریش
سعید ابوالریش (عربی: سعید محمد خلیل أبو الریش) (۱ مه ۱۹۳۵ – ۲۹ اوت ۲۰۱۲) وی نویسنده و روزنامه‌نگار مردم فلسطینی بود.

## زندگی
ابوالریش در العیزریه در یک خانواده فلسطینی متولد شد و بزرگ‌ترین فرزند خانواده از بین هفت فرزند این خانواده بود. وی در اورشلیم در خواند. پدرش برای روزنامهٔ دیلی میل کار می‌کرد و پس از مهاجرت دسته‌جمعی فلسطینی‌ها در سال ۱۹۴۸ با خانواده‌اش به بیروت نقل مکان کرد. پس از سپری کردن یک سال با خانواده در بیروت، ابو ریش به آمریکا برای تکمیل تحصیلات رفت. وی در مدرسهٔ وستاون در پنسیلوانیا تحصیل کرد. مدرسه مذکور مدرسه‌ای شبانه‌روزی تابع طائفهٔ کواکرها بود. سپس تحصیلات دانشگاهی خود را در پرینستون، ایلینوی و دانشگاه شیکاگو تکمیل کرد. در دانشگاه شیکاگو با همسر اولش به نام پرودنس کوبر آشنا شد. سپس به بیروت بازگشت و به عنوان خبرنگار در رادیو اروپای آزاد به کار پرداخت. پس از آن دوباره به آمریکا مهاجرت کرد و در زمینهٔ خبررسانی در خبرگزاری تد بیتس در نیویورک فعالیت کرد.
در دههٔ هفتاد قرن بیست وی به لندن مسافرت کرد و به عنوان مشاور امور آمریکایی صدام حسین فعالیت کرد و وی در منعقد کردن قراردادهای سلاح نقش داشت. اما وی از منصبش در اوایل دهه هشتاد به نشانهٔ اعتراض به استفاده صدام ضد شهروندان عراقی از منصبش استعفا داد. از سال ۱۹۸۳، مشغول مقاله‌نویسی در چند روزنامه مختلف شد و ۱۱ کتاب نوشت. تا سال ۲۰۰۱ به اقامتش در لندن ادامه داد و آنجا شخصیتی معروف در زندگی اجتماعی تبدیل شده بود. پس از آن به جنوب فرانسه که در آنجا مشخص شد وی مبتلا به پارکینسون است. سال ۲۰۰۸ به محل تولدش العیزریه بازگشت و در ۲۹ اوت ۲۰۱۲ بر اثر نارسایی قلب درگذشت.

## کتاب‌ها
- Aburish, Said K.: Children of Bethany: The Story of a Palestinian Family, Indiana University Press 1988. ISBN 978-0-253-30676-0
- Aburish, Said K.: Cry Palestine: inside the West Bank, Bloomsbury, London 1991. ISBN 978-0-7475-1005-5
- Aburish, Said K.: The Forgotten faithful: the Christians of the Holy Land, Quartet, London, 1993. ISBN 978-0-7043-7036-4
- Aburish, Said K.: Rise, Corruption and Coming Fall of the House of Saud, Bloomsbury, London, 1994. ISBN 978-0-7475-1468-8
- Aburish, Said K.: A Brutal Friendship: The West and the Arab Elite, Victor Gollancz Ltd, London, 1997. ISBN 978-0-575-06275-7
- Aburish, Said K.: Arafat: From Defender to Dictator, Bloomsbury Pub. Ltd. (UK), 1998. ISBN 978-1-58234-049-4
- Aburish, Said K.: Saddam Hussein: The Politics of Revenge, Bloomsbury Pub., New York, U.S.A., 1999. ISBN 978-1-58234-050-0
- Aburish, Said K.: Nasser: the Last Arab, Thomas Dunne Books/St. Martin's Press, New York 2004. ISBN 978-0-312-28683-5